# Österreichische Alpine Skimeisterschaften 1965
Die Österreichischen Alpinen Skimeisterschaften 1965 fanden vom 5. bis zum 7. März auf der Axamer Lizum bei Axams statt.

## Herren

### Abfahrt
| Platz | Name             | Zeit        |
| ----- | ---------------- | ----------- |
| 1     | Karl Schranz     | 1:45,38 min |
| 2     | Gerhard Nenning  | 1:46,89 min |
| 3     | Adalbert Leitner | 1:47,40 min |
| 4     | Hugo Nindl       | 1:47,76 min |
| 5     | Heinrich Messner | 1:48,65 min |
| 6     | Rudolf Sailer    | 1:49,13 min |

Datum: 7. März 1965

Ort: Axamer Lizum, Axams

Piste: Hoadl

Streckenlänge: 2700 m

### Riesenslalom
| Platz | Name             | Zeit        |
| ----- | ---------------- | ----------- |
| 01    | Hugo Nindl       | 1:57,76 min |
| 02    | Martin Burger    | 1:58,10 min |
| 03    | Karl Schranz     | 1:58,96 min |
| 04    | Franz Digruber   | 2:01,04 min |
| 05    | Gerhard Nenning  | 2:01,42 min |
| 06    | Herbert Huber    | 2:01,47 min |
| 07    | Heinrich Messner | 2:02,01 min |
| 08    | Werner Bleiner   | 2:02,78 min |
| 09    | Helmut Schranz   | 2:02,87 min |
| 10    | Rupert Salzmann  | 2:03,06 min |

Datum: 5. März 1965

Ort: Axamer Lizum, Axams

Streckenlänge: 1250 m, Höhendifferenz: 530 m

### Slalom
| Platz | Name             | Zeit        |
| ----- | ---------------- | ----------- |
| 01    | Heinrich Messner | 1:36,46 min |
| 02    | Martin Burger    | 1:37,64 min |
| 03    | Egon Zimmermann  | 1:38,05 min |
| 04    | Franz Digruber   | 1:38,14 min |
| 05    | Gerhard Nenning  | 1:38,33 min |
| 06    | Hugo Nindl       | 1:38,48 min |
| 07    | Adalbert Leitner | 1:40,61 min |
| 08    | Herbert Huber    | 1:41,06 min |
| 09    | Rudolf Bocek     | 1:41,68 min |
| 10    | Helmut Schranz   | 1:41,75 min |

Datum: 6. März 1965

Ort: Axamer Lizum, Axams

### Kombination
Die Kombination setzt sich aus den Ergebnissen von Slalom, Riesenslalom und Abfahrt zusammen.
| Platz | Name             | Punkte |
| ----- | ---------------- | ------ |
| 1     | Hugo Nindl       | 25,38  |
| 2     | Martin Burger    | 33,12  |
| 3     | Gerhard Nenning  | 38,68  |
| 4     | Heinrich Messner | 41,39  |
| 5     | Adalbert Leitner | 64,24  |
| 6     | Herbert Huber    | 69,25  |

## Damen

### Abfahrt
| Platz | Name             | Zeit        |
| ----- | ---------------- | ----------- |
| 01    | Traudl Hecher    | 1:59,99 min |
| 02    | Edith Zimmermann | 2:00,37 min |
| 03    | Edda Kainz       | 2:01,78 min |
| 04    | Christl Ditfurth | 2:02,81 min |
| 05    | Rosemarie Bräuer | 2:03,16 min |
| 06    | Olga Pall        | 2:03,22 min |
| 07    | Heidi Zimmermann | 2:03,29 min |
| 08    | Grete Digruber   | 2:03,37 min |
| 09    | Sieglinde Bräuer | 2:04,14 min |
| 10    | Evi Untermoser   | 2:04,39 min |

Datum: 5. März 1965

Ort: Axamer Lizum, Axams

Piste: Hoadl

Streckenlänge: 2510 m, Höhendifferenz: 705 m

### Riesenslalom
| Platz | Name              | Zeit        |
| ----- | ----------------- | ----------- |
| 01    | Grete Digruber    | 1:46,68 min |
| 02    | Edith Zimmermann  | 1:47,45 min |
| 03    | Sieglinde Bräuer  | 1:48,48 min |
| 04    | Christl Ditfurth  | 1:49,16 min |
| 05    | Traudl Hecher     | 1:49,27 min |
| 06    | Edda Kainz        | 1:50,90 min |
| 07    | Dietlinde Klos    | 1:52,55 min |
| 08    | Brigitte Seiwald  | 1:53,20 min |
| 09    | Evi Untermoser    | 1:53,41 min |
| 10    | Bernadette Rauter | 1:53,58 min |

Datum: 6. März 1965

Ort: Axamer Lizum, Axams

### Slalom
| Platz | Name              | Zeit        |
| ----- | ----------------- | ----------- |
| 1     | Edith Zimmermann  | 1:32,53 min |
| 2     | Sieglinde Bräuer  | 1:32,70 min |
| 3     | Grete Digruber    | 1:32,80 min |
| 4     | Bernadette Rauter | 1:33,90 min |
| 5     | Gertrud Gabl      | 1:35,85 min |
| 6     | Christl Ditfurth  | 1:35,95 min |

Datum: 7. März 1965

Ort: Axamer Lizum, Axams

### Kombination
Die Kombination setzt sich aus den Ergebnissen von Slalom, Riesenslalom und Abfahrt zusammen.
| Platz | Name              | Punkte |
| ----- | ----------------- | ------ |
| 1     | Edith Zimmermann  | 06,56  |
| 2     | Grete Digruber    | 19,41  |
| 3     | Sieglinde Bräuer  | 29,27  |
| 4     | Christl Ditfurth  | 50,16  |
| 5     | Edda Kainz        | 56,62  |
| 6     | Bernadette Rauter | 72,68  |